# Notting Hill
Notting Hill is een wijk in Londen in het stadsdeel Kensington en Chelsea.
Het is een welvarende, kosmopolitische wijk, met victoriaanse huizen en modieuze winkels en restaurants, met een bonte mengeling van culturen. Jaarlijks vindt hier in augustus het kleurrijke Notting Hill Carnival plaats, gericht op de Caraïbische cultuur. Beroemd is ook de antiekmarkt in Portobello Road. De wijk verwierf brede bekendheid door de populaire film Notting Hill uit 1999.

## Geboren in Notting Hill

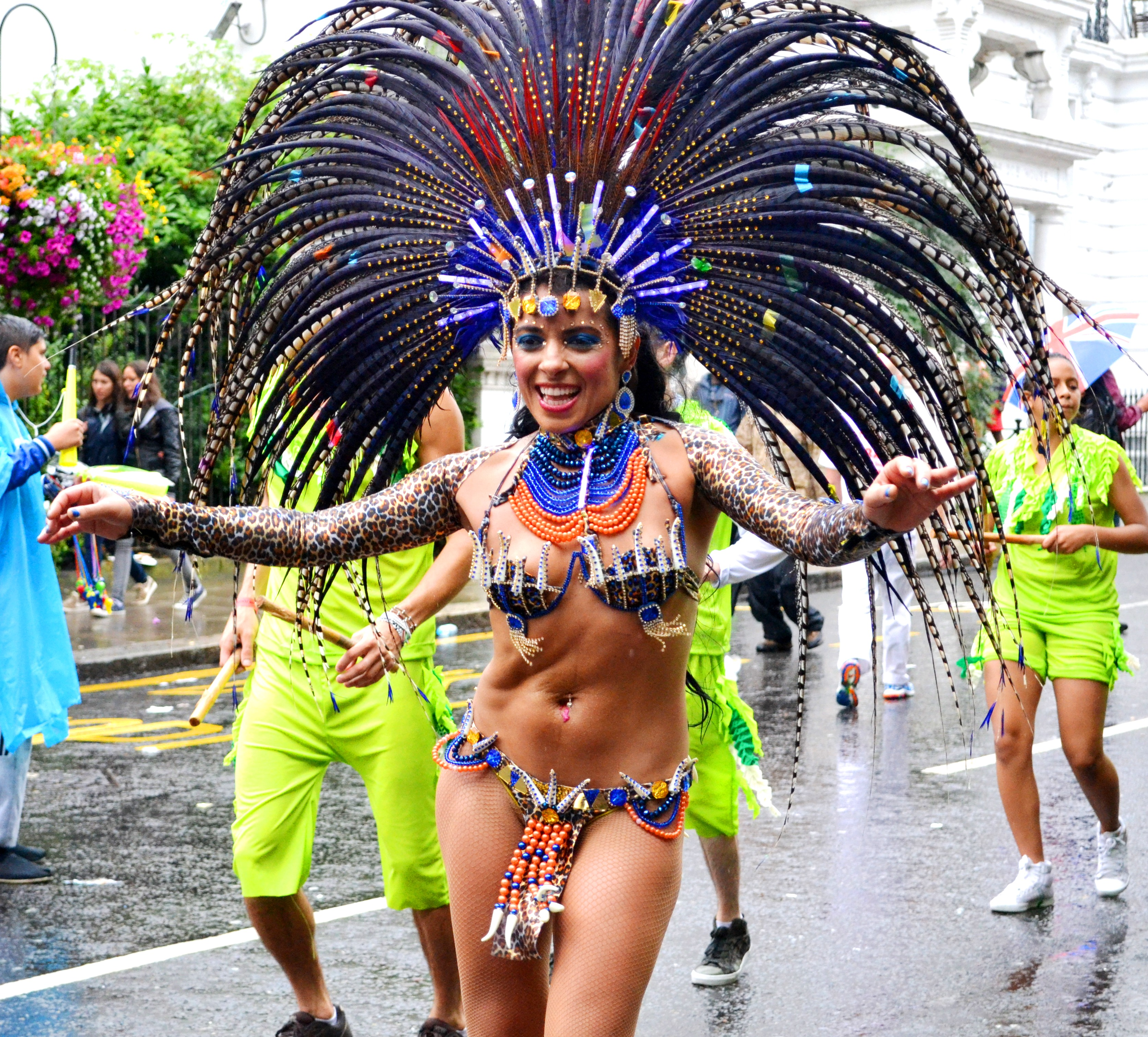
Notting Hill Carnival 2014

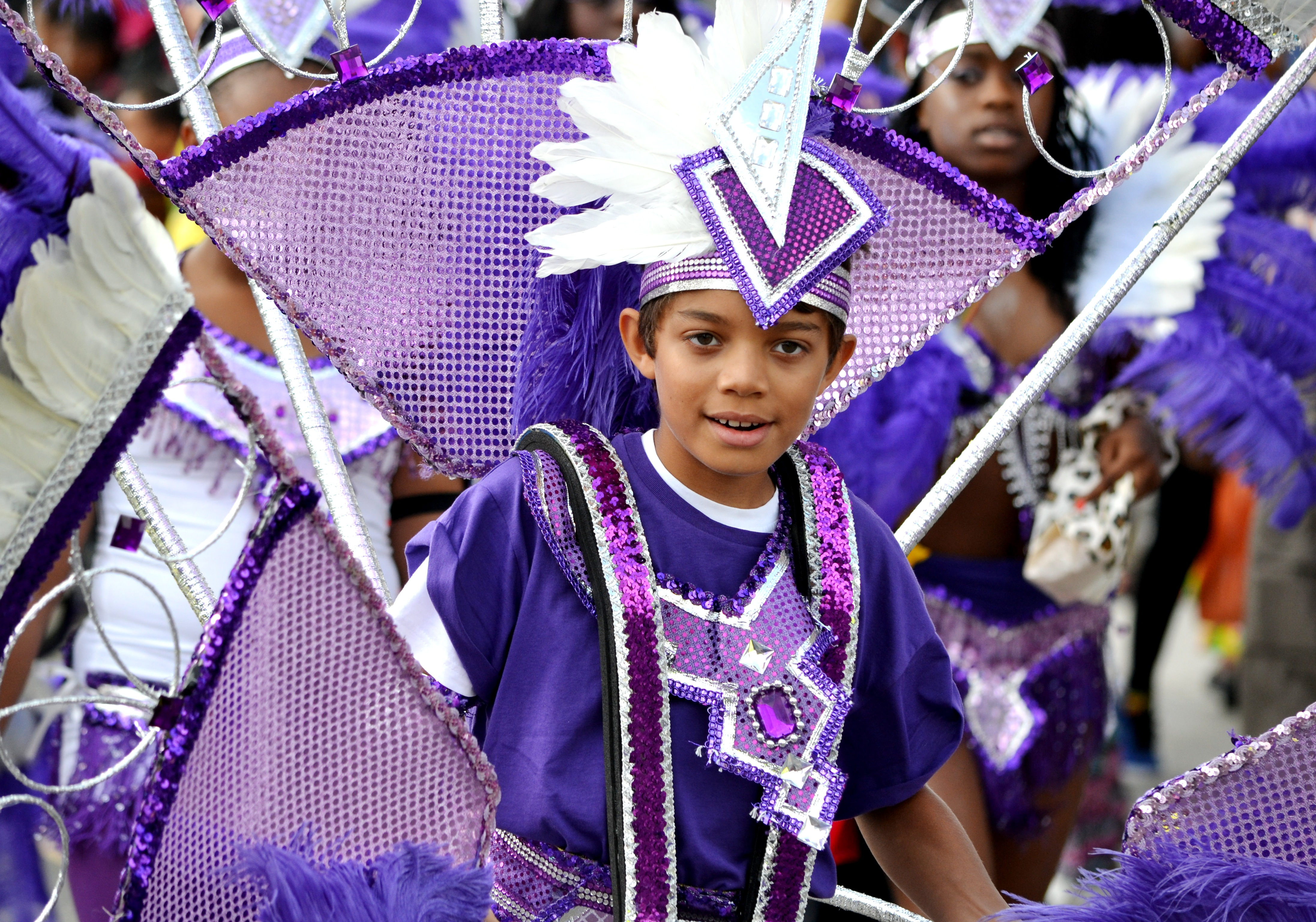
Notting Hill Carnival 2013

- Daley Thompson (1958), atleet